# Furcifer major
Furcifer major là một loài thằn lằn trong họ Chamaeleonidae. Loài này được Brygoo mô tả khoa học đầu tiên năm 1971.